# Phyllis Briggs
Phyllis Midwood Briggs (geboren 1904; gestorben 11. Juni 1981 in Clacton-on-Sea) war eine britische Schriftstellerin von Jugendbüchern. Sie publizierte auch unter dem Pseudonym Philip Briggs.

## Werke (Auswahl)

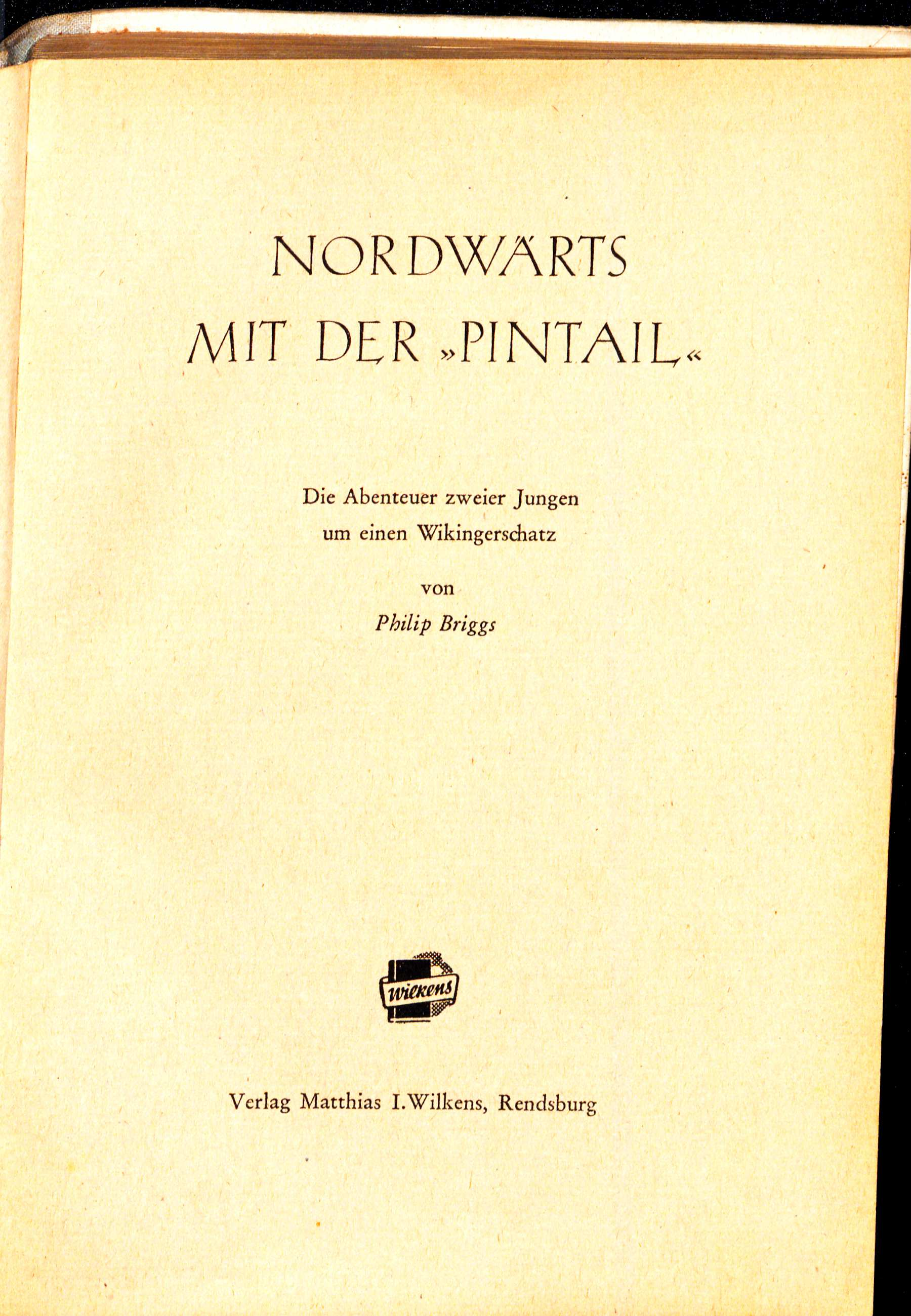
Philip Briggs: Nordwärts mit der Pintail (1948)

- Wolf of the North. Erzählung. London : A. & C. Black, 1937
- The silent hunter. Illustrationen Raymond Sheppard. 1939
- The Cat of Pine Ridge. Illustrationen C. Gifford Ambler. London : Hutchinson, 1944 
  - Schnurr, der Kater : Eine Geschichte aus dem Tierparadies "Magnusland". Übersetzung Vini Gibson. Illustrationen C. Gifford Ambler. Wien : Ueberreuter, 1949
- The keeper of the lake. London : Lutterworth Press, 1945
- Ocean redhead. London : Lutterworth Press, 1949
- The secret garden. Illustrationen  J. E. McConnell. London : Thames Publishing, 1951
- Son of Black Beauty. London : Thames Publishing, 1952
- Brer Rabbit Stories. Retold by Phyllis Briggs from the original stories by J.C. Harris. Illustrationen G. Higham. London : Juvenile Productions, 1952
- More Brer Rabbit Stories. Based on the original stories by Joel Chandler Harris. Retold by Phyllis Briggs. Illustrationen G. Higham. London : Juvenile Productions, 1953
- King Arthur and the Knights of the Round Table. London : Thames Publishing, 1954
- Tales of Brer Rabbit. Told by Phyllis Briggs from the original stories by Joel Chandler Harris. Illustrationen E. H. Davie. London : Juvenile Productions, 1955
- Every girl's annual.
- Pickles the Pony. Illustrationen G. Higham. London : Juvenile Productions, 1959
- More Stories of Pickles the Pony. Illustrationen G. Higham. London : Juvenile Productions, 1959
- Pickles the pony stories. 1964
- Horses and ponies of the world picture-stamp book. Illustrationen Nat Long. London : Purnell, 1966

Philip Briggs
- The Silent Hunter. 1939
- North with the Pintail. London: Lutterworth Press, 1943
  - Nordwärts mit der „Pintail“. Die Abenteuer zweier Jungen um einen Wikingerschatz. Übersetzung Dorothea Strauch, Hilda Des Arts. Rendsburg : Wilkens, 1948
- The Cat of Pine Ridge. 1944
- The Keeper of the Lake. 1945
- Orchid Island. London: Lutterworth Press, 1947
- Coast Waters. London: Lutterworth Press, 1949
- The Turning Point. London: Pickering & Inglis, 1953
- Escape from Gravity. Science-Fiction. London: Lutterworth Press, 1955
- The Silent Planet. Science-Fiction. London: Lutterworth Press, 1957
- Under the Ensign. London : Oliphants, 1957
- Three Rovers. London : Lutterworth Press, 1958
- Man of Antarctica. The story of Captain Scott. London: Lutterworth Press, 1959